# 24時間サンシャイン!
『24時間サンシャイン!』（にじゅうよじかんサンシャイン!）は、吉川景都による日本の4コマ漫画作品。『まんがタイムスペシャル』（芳文社）にて、2005年9月号から2008年9月号まで連載された。著者にとって初めて単行本化された連載であり、単行本は2010年現在、第1巻が発売されている（第1巻収録分以降は未単行本化）。

## 概要
コンビニエンスストア・サンシャインマートを舞台に、真面目な主人公、フリーターののんちゃんや変人の店長、ヤンママの矢沢さんなどが繰り広げる日常を描く。

## 登場人物
のんちゃん
本名、伊原典子。
サンシャインマートでアルバイトしているフリーアルバイター。基本的に真面目な突っ込み役だが、時折大ボケをかます。
店長
本名、琴菊 善。
サンシャインマートの店長をしている男性。奇行が多く、のんちゃん等から突っ込まれている。
矢沢さん
本名、矢沢美和。
サンシャインマートでアルバイトしている元・暴走族のヤンママ。相当に荒んだ過去の持ち主。
メガネくん
本名、岸田 遼。
サンシャインマートでアルバイトしている大学生。作中では一番の常識人。
猫山くん
ネコ。
サンシャインマートのマスコット的存在?
ビューティーさん
本名、田中三郎。
田中ビューティー洋服店の店主。店長とは知り合いだが、店長でさえ突っ込み役になる程の変人。
矢沢永子
矢沢さんの娘。
おそらくは中学生。霊感少女。